# Gurania multiflora
Gurania multiflora är en gurkväxtart som först beskrevs av Friedrich Anton Wilhelm Miquel, och fick sitt nu gällande namn av Célestin Alfred Cogniaux. Gurania multiflora ingår i släktet Gurania och familjen gurkväxter. Inga underarter finns listade i Catalogue of Life.